# ريال مورسيا
ريال مورسيا (بالإنجليزية: Real Murcia)‏ هو فريق كرة قدم إسباني تأسس عام 1908. يقع النادي في مدينة مورسيا في جنوب شرق إسبانيا إلى سواحل البحر المتوسط الذي أسسها عبد الرحمن الثاني أمير الأندلس في عام 825.

## ملعب النادي
ملعب ريال مورسيا هو نويفا كوندومينا والذي افتتح في عام 2006، وهو يتسع لأكثر من 33 ألف متفرج.

## الإنجازات
- أفضل مركز حققه في الدرجة الأولى في تاريخه كان المركز الحادي عشر، وذلك في أعوام: 1945 و1946 و1987.
- الفوز بدوري الدرجة الثانية 6 مرات: 1940 و1973 و1980 و1983 و1986 و2003.